# وی۱۰۹۴ کژدم
وی۱۰۹۴ کژدم یک ستاره است که در صورت فلکی کژدم قرار دارد.